# Vasbeton

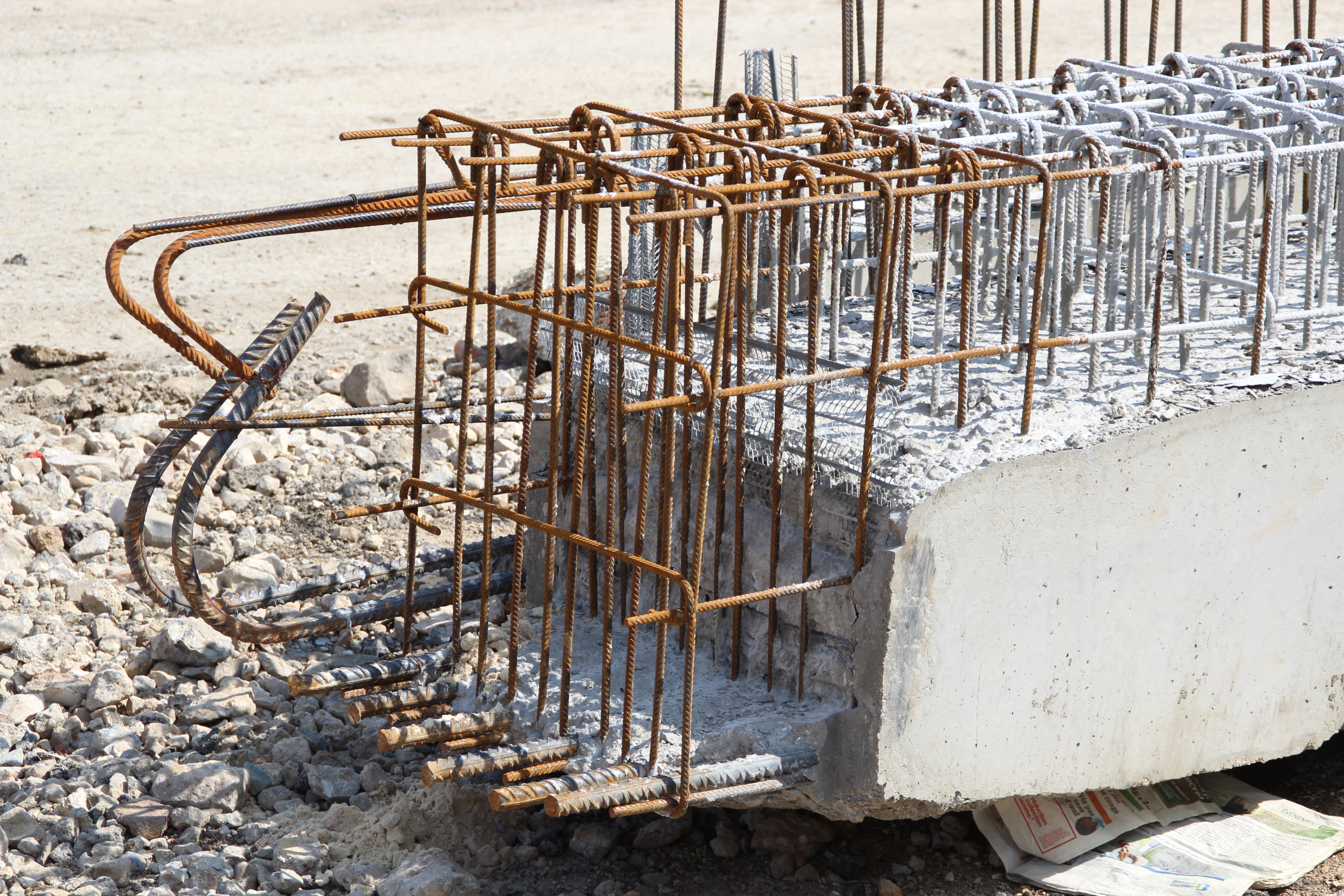
Vasbeton készítése

A vasbeton betonból és a betonba ágyazott acélbetétekből álló építőanyag. A beton és a vasbeton a világon a legelterjedtebb építőanyag, mivel kivitelezése viszonylag egyszerű és a készítéséhez felhasznált anyagok olcsók, valamint a vasbeton szerkezetek alig igényelnek karbantartást.

## Tulajdonságai
A vasbetonban általában a nyomófeszültséget a beton veszi fel, ugyanis a beton a nyomásnak jól ellenáll. A beton húzószilárdsága viszont kicsi, így a szerkezetek azon részeibe, ahol húzófeszültség ébred, acélbetéteket helyeznek. Méretezése a homogén anyagokhoz képest más, mivel a szerkezetben több fajta anyag van jelen.
A terhelt vasbeton tartónál a beton a húzásra terhelt részeknél már kis teher hatására meg fog repedni, a további húzóerőt az acélbetét veszi fel, a nyomóerőt pedig a beton be nem repedt része. A teherbírás kimerülését a beton összemorzsolódása vagy az acél elszakadása jelenti.

## Előnyei
- Viszonylag alacsony építési költsége, könnyen elérhető
- A vasbeton szerkezetek különleges tűz elleni védelem nélkül is állékonyabbak más szerkezetekkel szemben
- Lényegesen merevebbek, mint például a fa- vagy az acélszerkezetek
- Alacsony fenntartási költségek, viszont bizonyos környezeti hatásokkal, például sózással szemben védeni kell
- Az alapanyagok sok helyen hozzáférhetőek, egyszerűen szállíthatóak
- A vasbeton szerkezetek szinte tetszőleges alakban elkészíthetőek

## Hátrányai
- Az alacsony húzószilárdság miatt a vasbeton szerkezetek hajlamosak a repedésre
- A helyszínen készített vasbeton szerkezetek betonozása előtt zsaluzatot kell készíteni
- Az acélhoz képest a beton szilárdsága jóval kisebb.
- A vasbeton szerkezeteket utólag átalakítani legtöbbször igen körülményes